# Forbas (filho de Lápito)
Forbas, filho de Lápito, na mitologia grega, foi um rei de Oleno, cidade da Acaia.
Seu pai, Lápito, era filho de Apolo com Estilbe, filha do deus-rio Peneu. Lápito era irmão de Centauro. Lápito reinou sobre uma região próxima do rio Peneu, e o povo desta região foi chamado de lápitas.
Lápito se casou com Orsínome, filha de Eurínomo, e teve dois filhos, Forbas e Perifas, este último o avô paterno de Ixião.
Forbas se mudou para Oleno, chamado por Alector, rei da Eleia, que temia o poder crescente de Pélope. Forbas recebeu uma parte de Élis, e teve dois filhos, Augias  e Actor, que se tornaram reis da Eleia. Segundo Pausânias, Forbas, filho de Lápito, se casou com Hirmina, filha de Epeu, e teve um filho, Actor. (Pseudo-)Higino menciona Tifis, filho de Forbas e Hirmina, como sendo um dos argonautas.
Alguns autores  identificam Forbas com o pai de Pronoé, que se casou com Étolo e teve dois filhos, Pleurão e Calidão, que deram nome a duas cidades da Etólia.